# Unia Trzech Narodów
Unia Trzech Narodów (łac. Unio Trium Nationum) – pakt zawarty w Kápolna 16 września 1437 pomiędzy węgierską szlachtą a przywódcami Szeklerów i Sasów, zamieszkującymi Siedmiogród, w odpowiedzi na trwające powstanie chłopskie. Z porozumienia wyłączono rumuńskich chłopów (Wołochów). Ustalono wysokość obciążeń na rzecz armii oraz obowiązek wzajemnej pomocy w razie zagrożenia, potwierdzono też przywileje wolnych narodów, zwalniające od pozostałych obciążeń feudalnych, w tym dziesięciny na rzecz kościoła.